# Stadio Merdeka
Lo stadio Merdeka (in malese: Stadium Merdeka, it. "stadio dell'Indipendenza") è uno stadio situato a Kuala Lumpur, in Malaysia, dedicato all'indipendenza nazionale: fu infatti inaugurato il giorno della sua indizione, il 31 agosto 1957.
Lo stadio, gestito dalla società Perbadanan Stadium Merdeka, è stata la sede di numerosi importanti eventi sportivi prima del suo passaggio ad un'azienda privata: fra questi ci sono i Giochi del Sud-est asiatico del 1977, il combattimento fra Muhammad Ali e Joe Bugner del 1º luglio 1975 e i Campionati asiatici di atletica leggera del 1991. Vi si sono anche tenuti numerosi concerti musicali.

## Eventi sportivi
- Giochi del Sud-est asiatico del 1965
- Giochi del Sud-est asiatico del 1971
- Giochi del Sud-est asiatico del 1977
- Giochi del Sud-est asiatico del 1989
- ARFU Asian Rugby Championship 1978

## Principali concerti
- Michael Jackson - HIStory World Tour, 27 e 29 ottobre 1996 (spettatori totali: 110.000)
- Linkin Park - Meteora World Tour, 15 ottobre 2003
- Mariah Carey - Charmbracelet World Tour, 20 febbraio 2004
- My Chemical Romance - The Black Parade World Tour, 9 dicembre 2007
- Backstreet Boys - Unbreakable Tour, 27 febbraio 2008
- Céline Dion - Taking Chances World Tour, 13 aprile 2008
- Avril Lavigne - The Best Damn Tour, 29 agosto 2008
- Justin Bieber - My World Tour, 21 aprile 2011
- Jolin Tsai - Myself World Tour, 11 giugno 2011
- Avril Lavigne - The Black Star Tour, 18 febbraio 2012
- Leehom Wang - Music-Man Tour, 3 marzo 2012
- Jacky Cheung - Jacky Cheung 1/2 Century World Tour, 12 maggio 2012
- Jonas Brothers - Jonas Brothers World Tour 2012-2013, 24 ottobre 2012
- BIGBANG - BIGBANG ALIVE World Tour, 27 ottobre 2012
- Jennifer Lopez - Dance Again Tour, 2 dicembre 2012
- Metallica - Vacation Tour, 21 agosto 2013
- Mariah Carey - The Elusive Chanteuse Show, 22 ottobre 2014
- Bon Jovi - Bon Jovi Live!, 19 settembre 2015
- Jolin Tsai - Play World Tour, 16 luglio 2016
- Leehom Wang - Descendants of the Dragon 2060 World Tour, 16 marzo 2019